# Unidad de actividad enzimática
Una unidad de actividad enzimática (símbolo U) se define como la actividad catalítica responsable de la transformación de un µmol de sustrato por minuto en condiciones óptimas de la enzima. Se utiliza también en combinación con otras unidades (U/mg de proteína o U/mL) para señalar, respectivamente, la actividad enzimática específica o la concentración de actividad enzimática.
60 x 106 U equivalen a un katal, la unidad del Sistema Internacional de Unidades para actividad catalítica.